# (31567) 1999 FG10
1999 FG10 (asteroide 31567) é um asteroide da cintura principal. Possui uma excentricidade de 0.11413500 e uma inclinação de 4.39230º.
Este asteroide foi descoberto no dia 22 de março de 1999 por LONEOS em Anderson Mesa.